# مدل سال
عبارت مدل سال به سال ذکر شده در سند خودرو اشاره دارد. معمولاً شرکت‌های خودروسازی در ماه‌های آخر سال مدل‌های خود را تحت سال جدید عرضه می‌کنند؛ برای مثال خودرویی که در دسامبر ۲۰۱۲ تولید شده در سند آن مدل ۲۰۱۳ قید شده‌است. 
در آمریکای شمالی از سه‌ماههٔ سوم سال، خودروهایی با مدل سال سال تقویمی بعد روانهٔ بازار می‌شوند، مثلا یک خودروی مدل ۲۰۱۵ از ژوئیه یا اوت ۲۰۱۴ تا مه، ژوئن یا ژوئیه ۲۰۱۵ عرضه می‌شود. در سال‌هایی که یک خودرو دچار فیس‌لیفت یا تغییر نسل می‌‌شود، احتمال دارد یک مدل سال هم در اتاق قدیمی و هم در اتاق جدید به‌کار رفته باشد.
مدل سال علاوه بر خودروهای سواری در برخی از محصولات دیگر که اغلب شامل موارد زیر هستند به‌کار می‌رود:
- هواپیما
- خودروی همه‌جارو
- دوچرخه
- ماشین گلف
- تجهیزات سنگین
- خانه سیار
- موتورسیکلت
- ماشین کاروان
- کامیون نیمه تریلر
- برف‌رو
- تراکتور
- تریلر
- شناور